# نبيل نقشبندي
نبيل نقشبندي، من مواليد 1971، معلق رياضي سعودي، ورئيس لجنة الحكام بالاتحاد السعودي لكرة القدم سابقاً. تألق في الدوري السعودي لكرة القدم ومعلق عليه عبر شبكة راديو وتلفزيون العرب وانتقل في 15 أبريل 2008 إلى قناة الجزيرة الرياضية وفي تاريخ 18 سبتمبر 2011 التحق بقانته الأم وهي السعودية الرياضية ليزاول التعليق على مجريات دوري زين السعودي .
نبيل درس الصيدلة خلال دراسته الجامعية، ولكن حبه لكرة القدم وخصوصا التعليق جعله يزاول هذه المهنة.

## حياته العملية
- بكالوريوس علوم صيدلية من جامعة الملك سعود عام 1994
- عمل بقسم الدعاية الدوائية بشركة الدوائية السعودية 1994
- مدير المكتب العلمي والتشريعات الدوائية لشركة برستول ميرز سكويب الأمريكية العالمية للأدوية 1994 إلى 2000
- مدير التشريعات الدوائية للشرق الأوسط بشركة بارك ديفيز العالمية للأدوية 2000 إلى 2001
- نائب الرئيس التنفيذي لشركة شفاء السعودية للأدوية 2001 إلى 2002
- المشرف العام على التشريعات الدوائية بشركة إم إس دي العالمية للأدوية بالمملكة العربية السعودية[3]

## حياته الرياضية
- قدم للجنة المعلقين الرياضيين من عام 1987 واستمر بالتدريب مع الدراسة الجامعية تحت إشراف لجنة المعلقين، والمعلق الرياضي زاهد قدسي رحمه الله إلى عام 1996
- معلق رياضي من عام 1996 في القناة السعودية
- مدير عام قناة أوربت الرياضية 2002 إلى 2006
- معلق متعاون مع قناة إيه آر تى الرياضية 2006 إلى 2008
- معلق متعاون مع قناة الجزيرة الرياضية من 2008 إلى 2011
- معلق في القنوات السعودية الرياضية من 2011 وحتى تاريخه
- في المجال الإعلامي شاركت في التعليق على العديد من البطولات المحلية والعربية والقارية والعالمية بما يقارب 2200 مباراة كرة قدم
- ثلاثة كؤوس للعالم 1996، 2006، 2010
- ثلاث دورات أولمبية 2000، 2004، 2008
- بطولة أوروبا 2008 وبطولات أوروبا المحلية ومنها: (الأسباني، والإيطالي) مع دورى أبطال أوروبا والدوري الأوروبي
- بطولة كوب أمريكا 2001 وبطولة أفريقيا 2008 وبطولة أسيا 2004، 2007، 2011
- مقدم برنامج إذاعي أسبوعي في قناه يو إف ام، وكاتب أسبوعى في صحيفة الاقتصادية
- رئيس لجنة الحكام بالاتحاد السعودي اعتبارًا من 26 أكتوبر حتى 28 أكتوبر 2018.[4]

## حياته العائلية
متزوج من عام 1997
ولديه ابن اسمه خالد وابنتان لمار ولارين